# Usina Hidrelétrica Engenheiro Pedro Affonso Junqueira
A Usina Hidrelétrica Engenheiro Pedro Affonso Junqueira, também conhecida como Usina Hidrelétrica Antas I, está localizada no o Rio das Antas, no Município de Poços de Caldas (MG). Com a ampliação inaugurada em 20 de abril de 2010 passou a contar com a capacidade instalada de 8,8 MW.